# Pavle Kavčič
Pavle Kavčič, slovenski hokejski trener, * 21. december 1957, Ljubljana.
Kavčič je znan slovenski hokejski trener, ki je deloval v klubih HK Partizan, HK Jesenice, HK Olimpija, HK Slavija in HK Alfa, pri slednjem je bil tudi ustanovitelj, od leta 2009 pa je trener HDK Maribor. Ob tem je bil tri leta  tudi selektor slovenske reprezentance, od leta 2008 do 2010 je bil selektor hrvaške reprezentance, leta 2010 pa je ponovno prevzel vodenje Partizana.

## Trenerska kariera
Prvi vidnejši uspeh v trenerski karieri mu je uspel na klopi HK Partizan, s katerim je v sezoni 1985/86 jugoslovanske lige osvojil naslov prvaka, v naslednji sezoni 1986/87 pa drugo mesto. Jedro kluba so tedaj sestavljali slovenski hokejisti, Dominik Lomovšek, Ignac Kavec, Blaž Lomovšek, Dušan Lepša, Tomaž Lepša, Andrej Vidmar in Matjaž Ogrin. V obeh sezonah je Partizan izgubil le na štirinajstih prvenstvenih tekmah od triinsedemdesetih. Podoben uspeh je dosegel tudi kot trener HK Olimpija, ko je v sezoni 1994/95 slovenske lige naslov prvaka prvič po osamosvojitvi oziroma po enajstih letih pripeljal ponovno k Olimpiji. Naslov je Olimpija pod Kavčičevim vodstvom ubranila tudi v sezonah 1995/96 in 1996/97, nato ga je na klopi ljubljanskega kluba zamenjal Matjaž Sekelj, Kavčič pa je leta 1997 od Vladimirja Krikunova prevzel mesto selektorja slovenske reprezentance. 
Slovenska reprezentanca je na Svetovnem prvenstvu skupine C v Estoniji s tremi zmagami, remijem in porazom osvojila drugo mesto ter s tem prvič napredovala v skupino B. Leta 1998 sta Svetovnem prvenstvu skupine B gostila Ljubljana in Jesenice, slovenska reprezentanca pa je s petimi zmagami, dvema remijema in porazom osvojila tretje mesto in ostala v skupini B. Kavčič je še zadnjič vodil slovensko reprezentanco na Svetovnem prvenstvu skupine B leta 1999 na Danskem, kjer je z dvema zmagama, remijem in štirimi porazi osvojila peto mesto. Na mestu selektorja ga je zamenjal Rudi Hiti, Kavčič pa je v sezoni 2001/02 prevzel HK Jesenice, s katerimi je osvojil drugo mesto v prvenstvu, za prihodnjo sezono pa so se v vodstvu jeseniškega kluba odločili za Romana Pristova. Leta 2005 je Kavčič v ljubljanskem Zalogu ustanovil HK Alfa, toda projekt je po obetavnem začetku, ko je za klub igral tudi Tomaž Vnuk, propadel. Leta 2009 je Kavčič prevzel vodenje kluba HDK Maribor, ob tem pa je od leta 2008 še selektor hrvaške reprezentance, s katero je na Svetovnih prvenstvih 2008 in 2009 osvojil peti mesti v drugi diviziji. Od sezone 2010/11 se je kot trener vrnil h klubu HK Partizan, s katerim je osvojil dva naslova prvaka Slohokej lige. 